# 架橋ポリエチレン

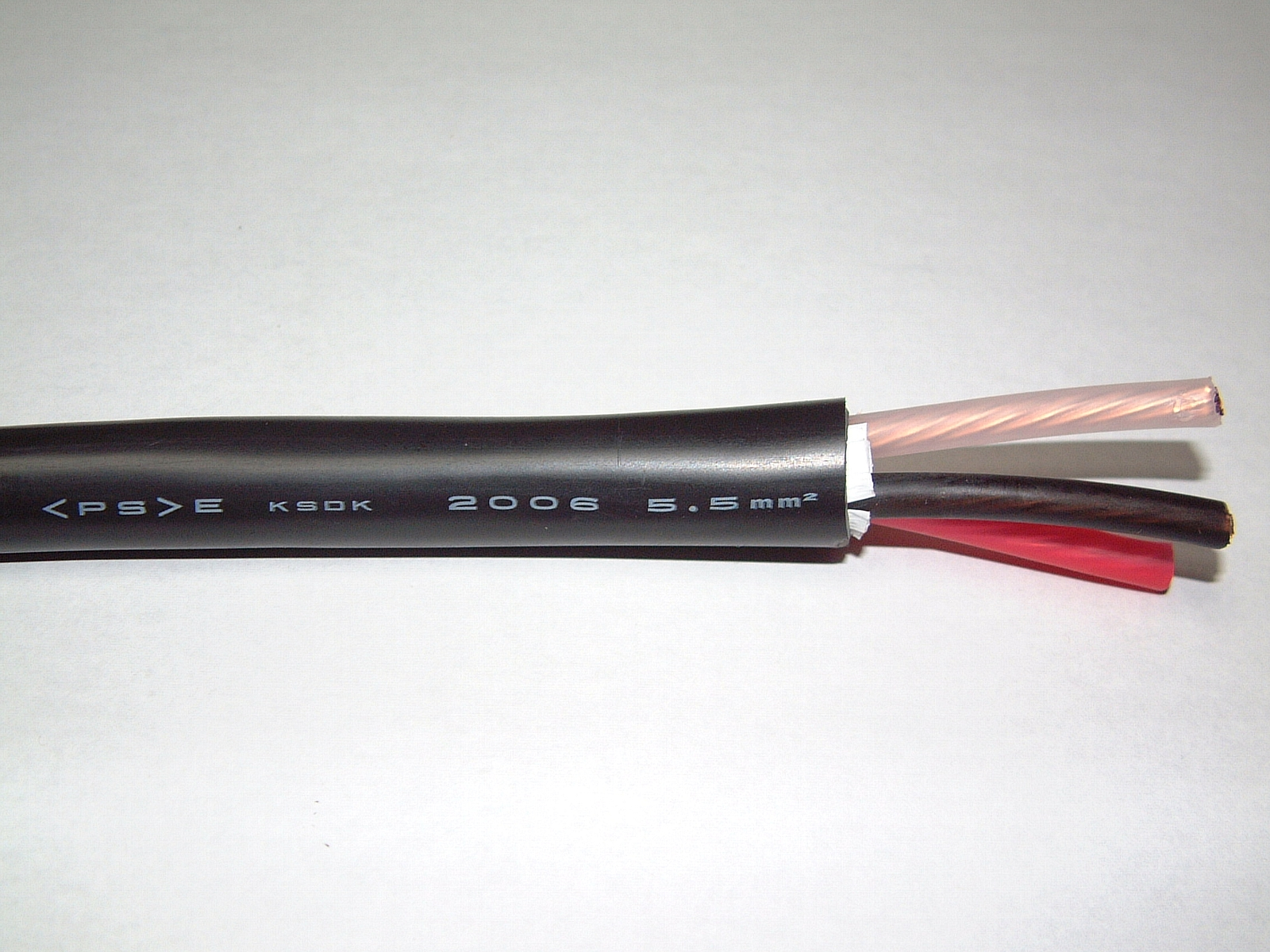
CVケーブルの例

架橋ポリエチレン（かきょうポリエチレン、Cross-linked polyethylene）とは、ポリエチレンに電子線などの放射線照射や架橋剤の添加などの処理を施すことにより、高分子の分子鎖を立体網目状構造に分子間結合を行わせる反応を行わせたポリエチレン材料のことである。この反応のことを「架橋」反応と呼んでおり、「架橋ポリエチレン」という名前の由来になっている。架橋処理によって耐熱性、クリープ性能、耐薬品性が向上する。
架橋ポリエチレンに用いられるポリエチレンは主に低密度ポリエチレンであるとされている。ポリエチレンの架橋反応そのものの発見については、1952年にイギリスのハーウェル原子力研究所のチャールスビー教授がポリエチレンの電子架橋を発見したと言われており、原子炉を用いて電子線を照射したと言われている。

## 架橋ポリエチレン管
架橋ポリエチレンは、電線を通す管、水道管などなんらかの「管」の素材に用いられることが多々あるのだが、このような架橋ポリエチレン製の管のことを「架橋ポリエチレン管」と言う。本稿では編集の都合上、電線の被覆材も「管」として扱う。
架橋ポリエチレンは、ポリエチレンの欠点であった耐熱性が改善されている。架橋ポリエチレンの製造のための架橋剤には、ディクミルパーオキサイドなどが用いられる。

### 特徴
架橋ポリエチレン管には、下記のような特徴がある。
- 長所として、金属管などと比べ、軽量で取り扱いが楽であり、また曲げやすいため敷設や接続が容易である。
- 欠点として、太陽光などの光によって架橋ポリエチレンが劣化する。従って、屋外で架橋ポリエチレン部分を露出させた場合、架橋ポリエチレン管は劣化することになる。この対策として実用に供されている架橋ポリエチレン管では、通常、不透明かつ耐候性のある保護材で架橋ポリエチレン管が被覆されている。また、水道管やガス管では、軒下や壁内など、そもそも外部から光が当たらない場所に設置するという光劣化対策がされている。

## 架橋ポリエチレン絶縁ビニルシースケーブル
架橋ポリエチレン絶縁ビニルシースケーブル（かきょうポリエチレンぜつえんビニルシースケーブル、crosslinked polyethylene insulated PVC sheathed cable、和製英語略称：CV）は、屋内外配線用の電力ケーブルの一種。英語では、XLPE Cable (Cross - linked Polyethylene Cable) と標記する。絶縁体に架橋ポリエチレン、シース（外装）にポリ塩化ビニルを使用している。

### 特長
絶縁材料として主流となっており、交流の600ボルト (V) から500キロボルト (kV) の広い範囲の電圧で使用されている。かつては直流電圧では絶縁破壊を起こすため、架橋ポリエチレン材料は用いられていなかったが、技術開発によって直流500 kVでも使用可能な製品が流通するようになり、北海道と本州を結ぶ北海道・本州間連系設備や四国と本州を結ぶ紀伊水道直流連系設備などで使用されている。
- 絶縁耐力が高い。比誘電率が小さいため、誘電損失が小さい。
- 絶縁油を使用しないで良い。
- 連続最高許容温度を90 ℃と高くとれ、このため大きい送電容量を得ることができる。また短絡時許容温度も230 ℃と大きく短絡電流も大きくとれる。
- このため、短距離の盤立ち下げ配線であれば1 - 2サイズ細いケーブルが使えるため壁内への落としこみが容易である（ビニルを絶縁電力ケーブル;VVでは38SQを必要とする回路では22SQで間に合う）。
- 耐衝撃性、耐摩耗性に優れるなど、機械的特性に優れている。
- 耐薬品性に優れている。
- 架橋ポリエチレンはポリ塩化ビニルと比べて比重が小さく、さらに絶縁性能が優れているため絶縁体自体の厚みも薄くできる。そのため同サイズのケーブルであれば直径が細く軽量で取り回しがよい。
- 特に単芯より合わせ形電力ケーブル (CVD) や架橋ポリエチレン絶縁ビニルシースケーブル (CVT)、CVQなどの単芯ケーブルを撚り合せた構造の多芯ケーブル[10]は高圧、低圧用途共端末処理が容易である。
- 芯線の耐候性ではポリ塩化ビニル絶縁に劣る。
- 材料中に水分がふくまれると材料劣化をする水トリーという現象による絶縁破壊を引き起こす場合がある。そのため製法に、水蒸気を極力用いない乾式架橋などの改良製法が用いられている。
- 日光や照明器具からの光に暴露される環境では、十分に耐光性のある黒色絶縁テープなどで紫外線遮断が必要となる。なお、ポリ塩化ビニル絶縁のVVRケーブルではこのような紫外線遮断処理が不要である。
- 屋外で絶縁被覆の架橋ポリエチレン部を露出させた場合、劣化はポリ塩化ビニル絶縁のケーブルや電線よりも早く進む。

直流用ケーブルでは交流用と比較し以下のような特徴を有している。
- 体積抵抗率が高い
- 空間電荷蓄積が少ない
- 直流絶縁破壊強度が高い
- 直流寿命が長い

低圧引込用途では、受電点の端末処理が必要で、同等サイズで比較すると、CVよりCVTケーブルなど撚り合わせ多芯ケーブルのほうが取り回しが容易、紫外線遮断処理が不要、許容電流がさらに1ランク多く取れる理由から、CVTケーブルが多く使われており、CVケーブルは14平方ミリメートル (mm2) 程度のサイズまでしか使われなくなっている。また、CVTケーブルは単芯3条をより合わせているため、熱収縮の吸収が容易であり、曲げやすいため、設置個所のマンホールの設計寸法を縮小化をすることができる。

## リサイクル
加熱しても溶融しないという特性は耐久性として考えた場合としては優れているが、リサイクルには不便である。
マテリアルリサイクルには熱可塑化が必要となる。超臨界水による分解や、熱とせん断力を加える方法が考案されている。